# Musuły
Musuły – wieś sołecka w Polsce położona w województwie mazowieckim, w powiecie grodziskim, w gminie Żabia Wola. Przez wieś przepływa rzeka Mrowna.
Wieś szlachecka Młosoli położona była w drugiej połowie XVI wieku w powiecie błońskim ziemi warszawskiej województwa mazowieckiego. W latach 1975–1998 miejscowość administracyjnie należała do województwa skierniewickiego.